# Groby Królewskie na Wawelu

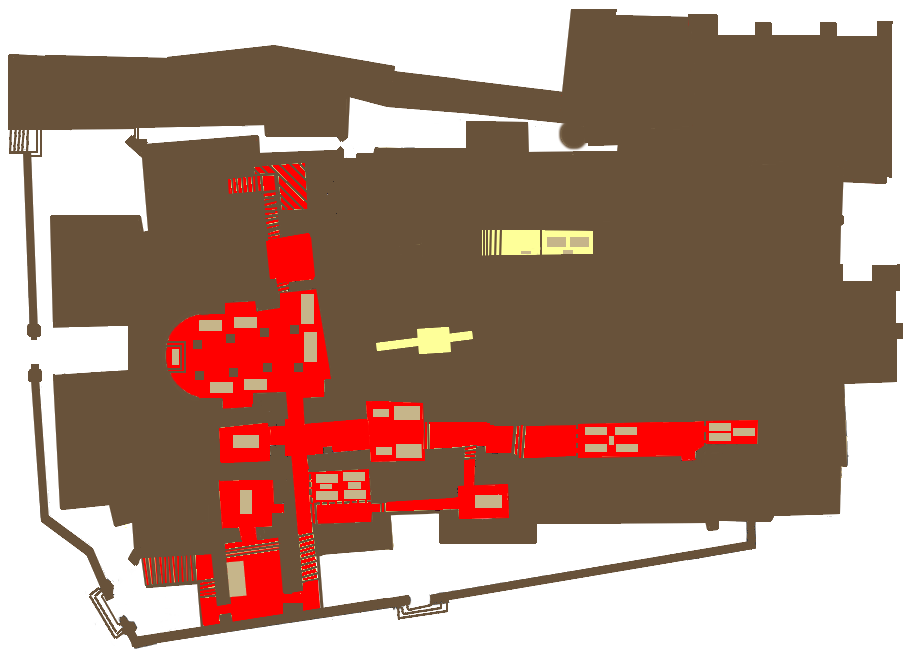
Groby Królewskie na Wawelu na planie podziemi katedry wawelskiej (na czerwono)

Groby Królewskie na Wawelu – groby znajdujące się w kryptach pod katedrą wawelską w Krakowie.
Pierwsi władcy odrodzonego Królestwa Polskiego (po 1320), aż do śmierci króla Jana Olbrachta (1501) byli chowani pod pomnikami lub posadzką katedry wawelskiej. Pierwszą kryptę zbudowano pod kaplicą Zygmuntowską.
W latach 1872–1877 pod kierunkiem Teofila Żebrawskiego, Józefa Łepkowskiego i Jana Matejki przeprowadzono renowację, porządkowanie i urządzenie krypt królewskich. Poszczególne krypty zostały połączone nowymi korytarzami, co umożliwiło ich zwiedzanie.

## Krypta św. Leonarda

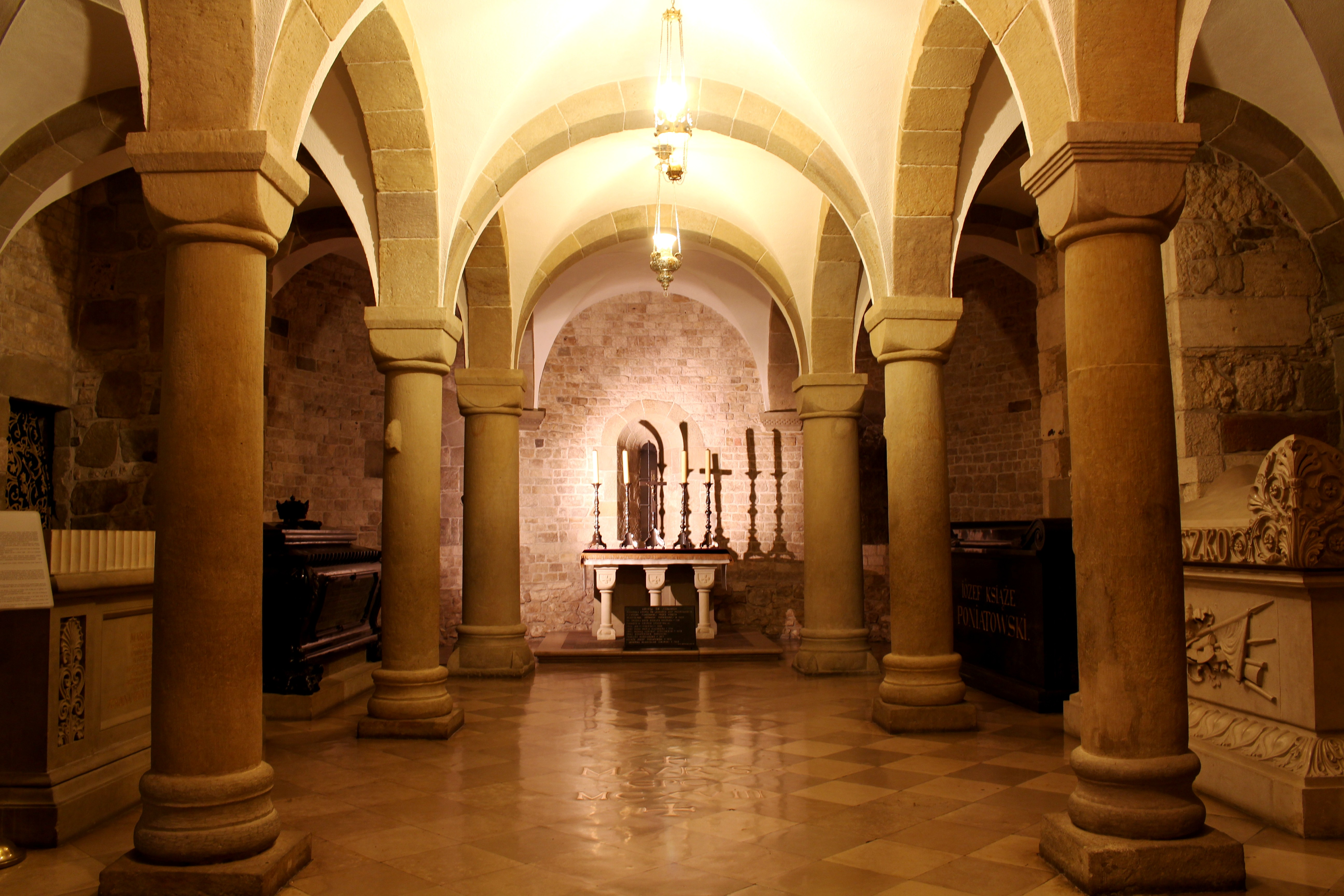
Krypta św. Leonarda – ołtarz, sarkofagi Marii Kazimiery, Michała Korybuta Wiśniowieckiego, Józefa Poniatowskiego i Tadeusza Kościuszki

Zwiedzanie grobów królewskich rozpoczyna się w krypcie św. Leonarda. Została ona wzniesiona w latach 1090–1117. Jej wnętrze wspiera się na 8 międzynawowych kolumnach z charakterystycznymi kostkowymi kapitelami. Jest to jedno z najlepiej zachowanych wnętrz romańskich w Polsce. Na środku znajduje się odnaleziony w 1938 w czasie prac archeologicznych grób biskupa Maurusa zmarłego w 1118. W krypcie tej spoczywają:
- Król Jan III Sobieski, zm. 17 czerwca 1696, pochowany na Wawelu 15 stycznia 1734. Obecny sarkofag królewski jest fundacją ostatniego monarchy Stanisława Augusta Poniatowskiego z okazji 100 rocznicy zwycięstwa pod Wiedniem z roku 1783.
- Królowa Maria Kazimiera, zm. 1716, pochowana w sarkofagu ufundowanym w 1840 przez cesarza Austrii Ferdynanda I.
- Król Michał Korybut Wiśniowiecki, zm. 10 listopada 1673, pochowany na Wawelu 31 stycznia 1676 w sarkofagu ufundowanym przez cesarza Austrii Franciszka Józefa I z 1858.
- Książę Józef Poniatowski, który zginął w nurtach Elstery pod Lipskiem 19 października 1813. Uroczystości pogrzebowe w Krakowie i na Wawelu odbyły się 22–23 lipca 1817. Sarkofag księcia ufundowała siostra Maria z Poniatowskich Tyszkiewiczowa w 1830.
- Tadeusz Kościuszko, zm. w Solurze w Szwajcarii 15 października 1817. W lutym 1818 uzyskano zgodę cara Aleksandra I na pogrzeb Kościuszki na Wawelu. Odbył się on w dniach 22–23 czerwca 1818. Umieszczenie trumny w marmurowym sarkofagu odbyło się już w całkowitej tajemnicy 21 grudnia 1832. Zdecydowano o zachowaniu tajemnicy ze względu na sytuację na ziemiach polskich po upadku powstania listopadowego. Obok sarkofagu w 1977 zawieszono brązową tablicę pamiątkową, dar Kongresu USA w 200-lecie bitwy pod Saratogą.
- Gen. Władysław Sikorski, zginął w katastrofie samolotu w Gibraltarze 4 lipca 1943, sarkofag był gotowy już w 1981, do sprowadzenia ciała generała doszło jednak dopiero 17 września 1993.

W krypcie św. Leonarda przed ołtarzem projektu francuskiego architekta Viollet-le-Duca ufundowanym w 1876 przez hrabinę Katarzynę Potocką mszę prymicyjną 2 listopada 1946 odprawił ks. Karol Wojtyła. 9 czerwca 1997 jako papież Jan Paweł II odprawił mszę raz jeszcze w 50. rocznicę święceń kapłańskich.

## Krypta Stefana Batorego

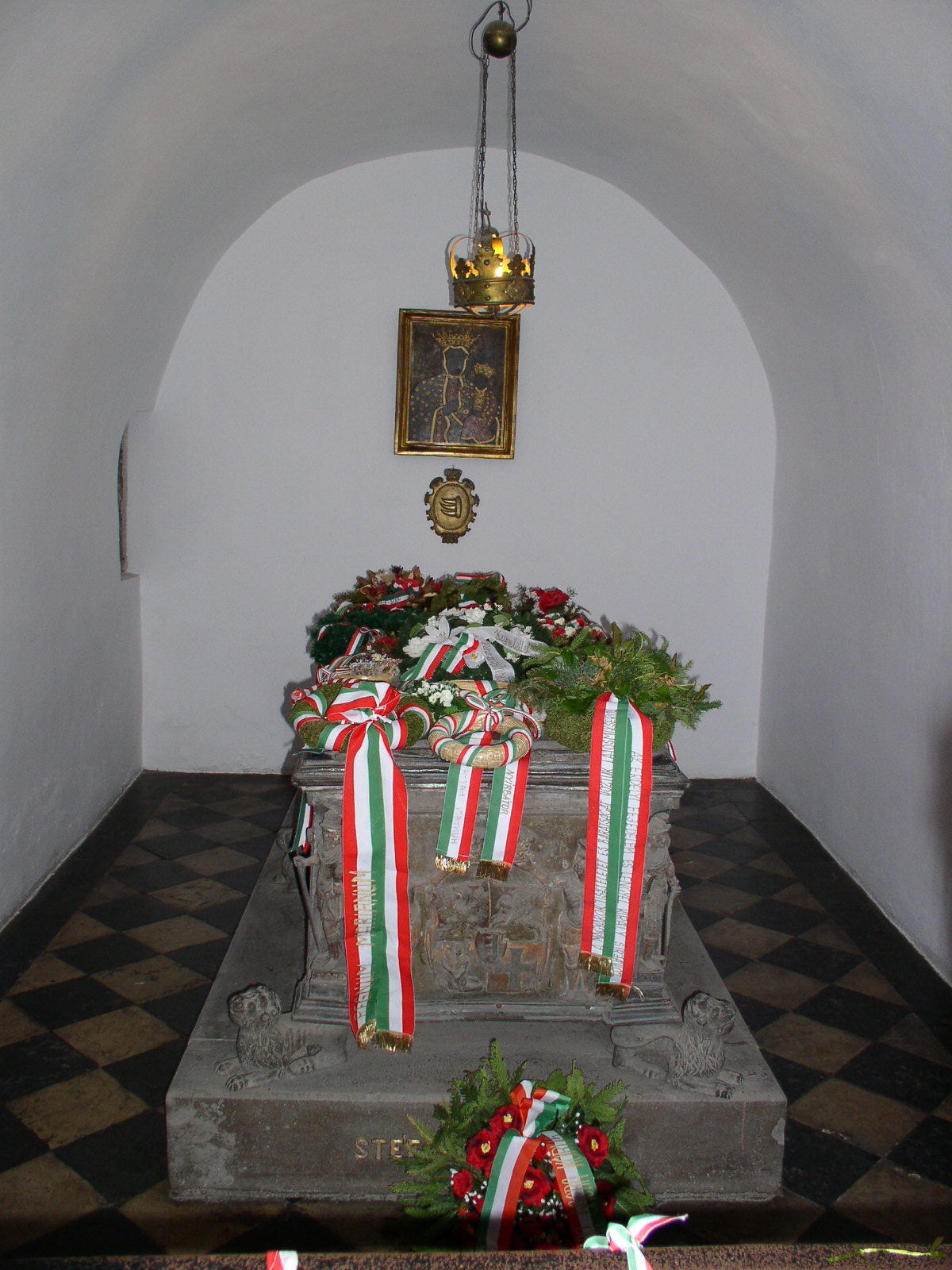
Sarkofag Stefana Batorego

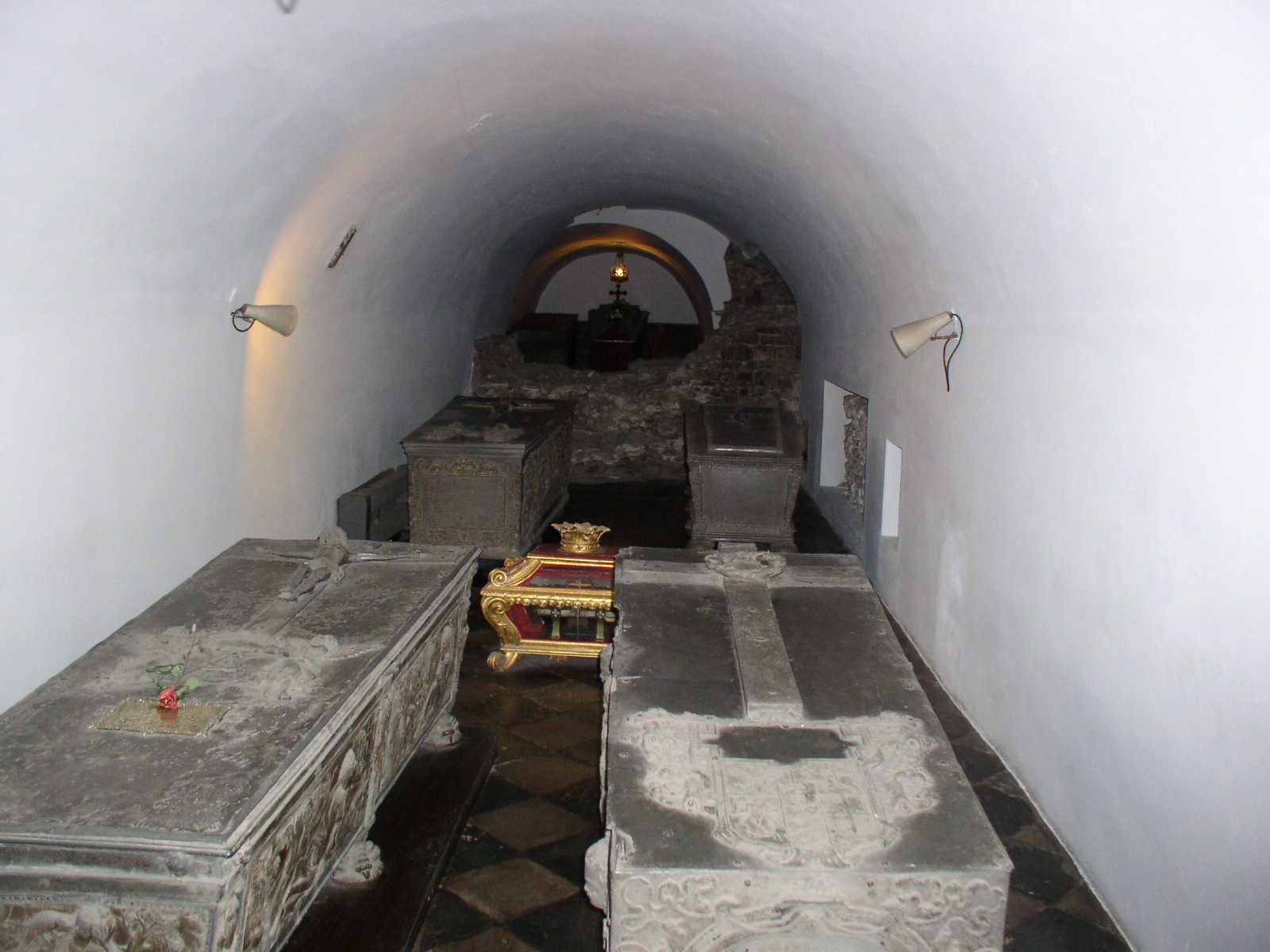
Sarkofagi w krypcie Zygmuntowskiej

Kolejna krypta należy do króla Stefana Batorego. Król zmarł w Grodnie 12 grudnia 1586 r. Wkrótce potem w warsztacie gdańskiego konwisarza Daniela Gieselera I został zamówiony dla niego cynowy sarkofag. Prace trwały blisko półtora roku; do tego czasu królewskie zwłoki spoczywały w drewnianej trumnie w katedrze grodzieńskiej. Pogrzeb w katedrze wawelskiej w krypcie pod kaplicą Mariacką odbył się 23 maja 1588.
W 1877 r. sarkofag był już w bardzo złym stanie. Podczas oględzin rozpadł się na części, które po pobieżnym oczyszczeniu złożono na powrót na szkielecie w postaci drewnianej skrzyni. Kolejnej konserwacji sarkofagu dokonano w 1931 r. Polegała ona na wymianie drewnianego szkieletu oraz zabezpieczeniu cyny powłoką politurową przed dalszą korozją. Nie usunięto jednak produktów utleniania się cyny, które pokryły szarym nalotem malowidła na sarkofagu.
Trzecia konserwacja sarkofagu rozpoczęła się w 2015 r. w pracowni Agnieszki i Tomasza Trzosów w Tychach. Z powierzchni cynowych elementów usunięte zostały naloty tlenków. Po uzupełnieniu i odświeżeniu malatury całość pokryto dwoma warstwami zabezpieczającymi. Elementy sarkofagu osadzono na nowym szkielecie wykonanym ze stali nierdzewnej. Po 9 miesiącach prac w styczniu 2016 r. sarkofag wrócił na Wawel.

## Krypta rodziny Władysława IV
W kolejnej krypcie spoczywa rodzina króla Władysława IV Wazy. Sarkofagi króla i jego żony królowej Cecylii Renaty wykonane ze złoconej miedzi stanowią ciekawy przykład złotnictwa toruńskiego. Obok rodziców spoczywają dzieci: królewicz Zygmunt Kazimierz Waza (zm. 1647) i królewna Anna Maria Izabela (zm. 1642).

## Krypta Zygmuntowska
W krypcie, którą król Zygmunt Stary przeznaczył dla swojej rodziny spoczywają:
- król Zygmunt II August, zm. w Knyszynie 7 lipca 1572. Sarkofag królewski wykonano w Gdańsku z cyny. Pierwotnie był on złocony i polichromowany. Alegoryczna dekoracja przedstawia uśpione przez śmierć zmysły i duszę nieśmiertelną.
- królowa Anna Jagiellonka, zm. w Warszawie 9 września 1596. Pogrzeb w Krakowie miał miejsce 12 listopada 1596.
- królowa Anna Austriaczka pierwsza żona Zygmunta III Wazy zm. 10 lutego 1598 w Warszawie, pochowana w katedrze wawelskiej 16 października 1599.
- królewicz Aleksander Karol Waza zm. 19 listopada 1634. Pochowany na Wawelu 7 lipca 1635. Syn Zygmunta III Wazy.
- W oszklonej urnie jeszcze jedna zawiera prochy króla Stanisława Leszczyńskiego, zm. 23 lutego 1766. Urna z prochami króla została umieszczona w grobach królewskich dopiero w 1938 r.

Za romańskim murem widoczne są kolejne trzy sarkofagi:
- królowa Barbara Zápolya, pochodząca z Siedmiogrodu pierwsza żona Zygmunta I Starego, zm. 2 października 1515.
- Królewna Anna Maria Wazówna, córka Zygmunta III Wazy, zm. 9 lutego 1600 w Warszawie.
- król August II Mocny, zm. 1 lutego 1733, pochowany w katedrze wawelskiej 15 stycznia 1734; obecny sarkofag z 1835 poddany został renowacji w l. 2019–2020[2][3].

## Krypta Zygmunta Starego
W sąsiedniej krypcie, znajdującej się pod kaplicą Zygmuntowską, w kamiennym sarkofagu spoczywa król Zygmunt I Stary, zm. 1 kwietnia 1548 wraz ze swoim zmarłym w niemowlęctwie synem Olbrachtem. Sarkofag królewski ozdobiony został medalionem z wizerunkiem króla. Projektował go Bartolommeo Berrecci.

## Krypta Wazów
W krypcie Wazów spoczywają:
- król Zygmunt III Waza, zm. 30 kwietnia 1632. Sarkofag króla wykonany z cyny w Gdańsku zdobią figurki bohaterów i królów biblijnych; w 2021 poddano go renowacji[4].
- królowa Konstancja Austriaczka, druga żona króla Zygmunta III, zm. 10 lipca 1631. Pogrzeb pary królewskiej odbył się na Wawelu 4 lipca 1633.
- kardynał Jan Albert Waza, zm. w Padwie 29 grudnia 1634, pochowany na Wawelu 26 kwietnia 1635.
- królowa Ludwika Maria Gonzaga, żona króla Jana Kazimierza, zm. w Warszawie 10 maja 1667.
- król Jan Kazimierz Waza, zm. w Nevers we Francji 16 grudnia 1672. Jego ciało sprowadził do Krakowa biskup Andrzej Trzebicki. Króla pochowano w katedrze 31 stycznia 1676.
- królewicz Jan Zygmunt Waza syn Jana Kazimierza i Ludwiki Marii Gonzagi.

Opuszczając kryptę Wazów mija się umieszczoną w ścianie urnę z ziemią z Katynia oraz pamiątkową tablicę wmurowaną w 1990 z okazji 50. rocznicy zbrodni katyńskiej.

## Krypta pod Wieżą Srebrnych Dzwonów

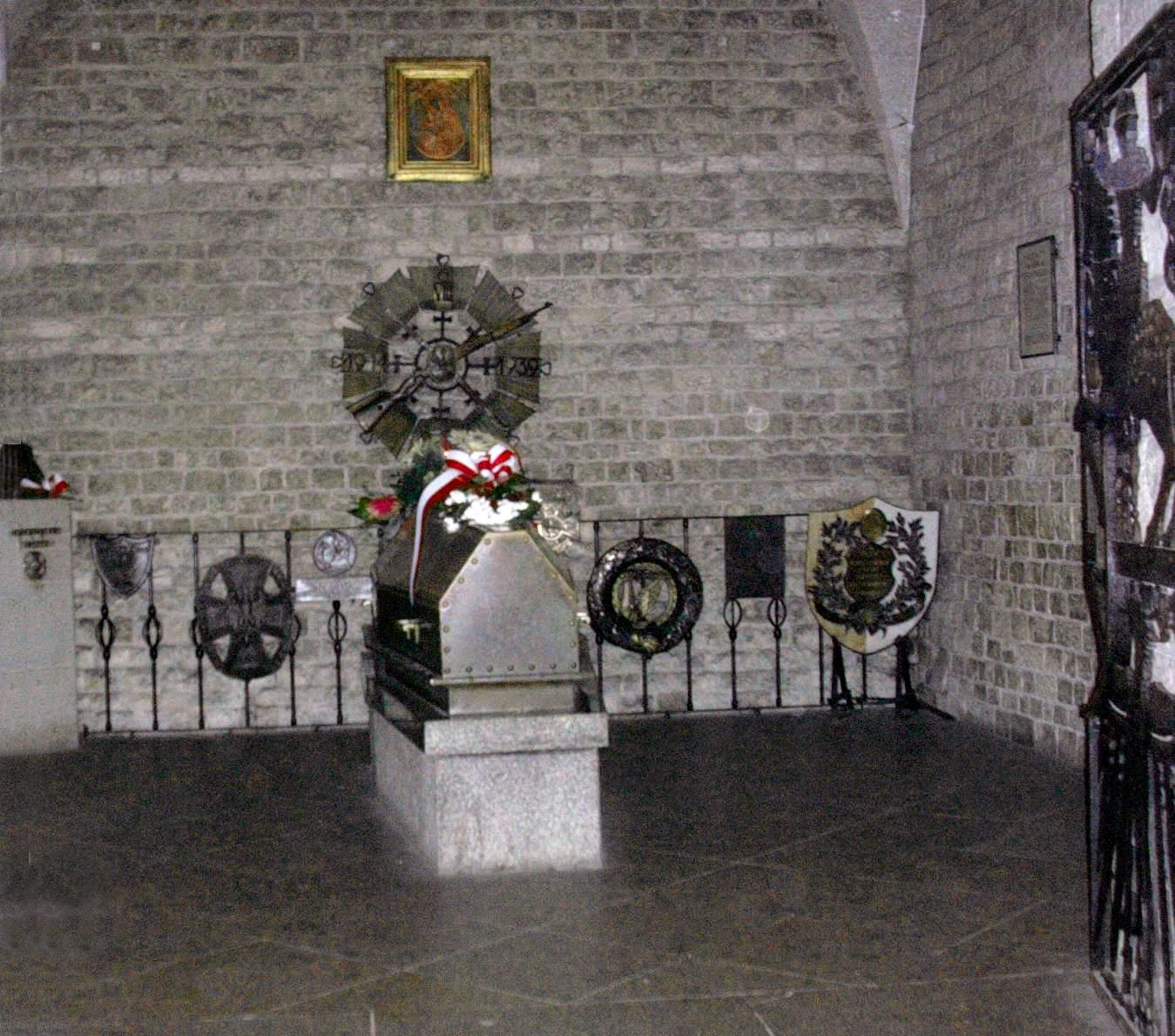
Krypta Józefa Piłsudskiego

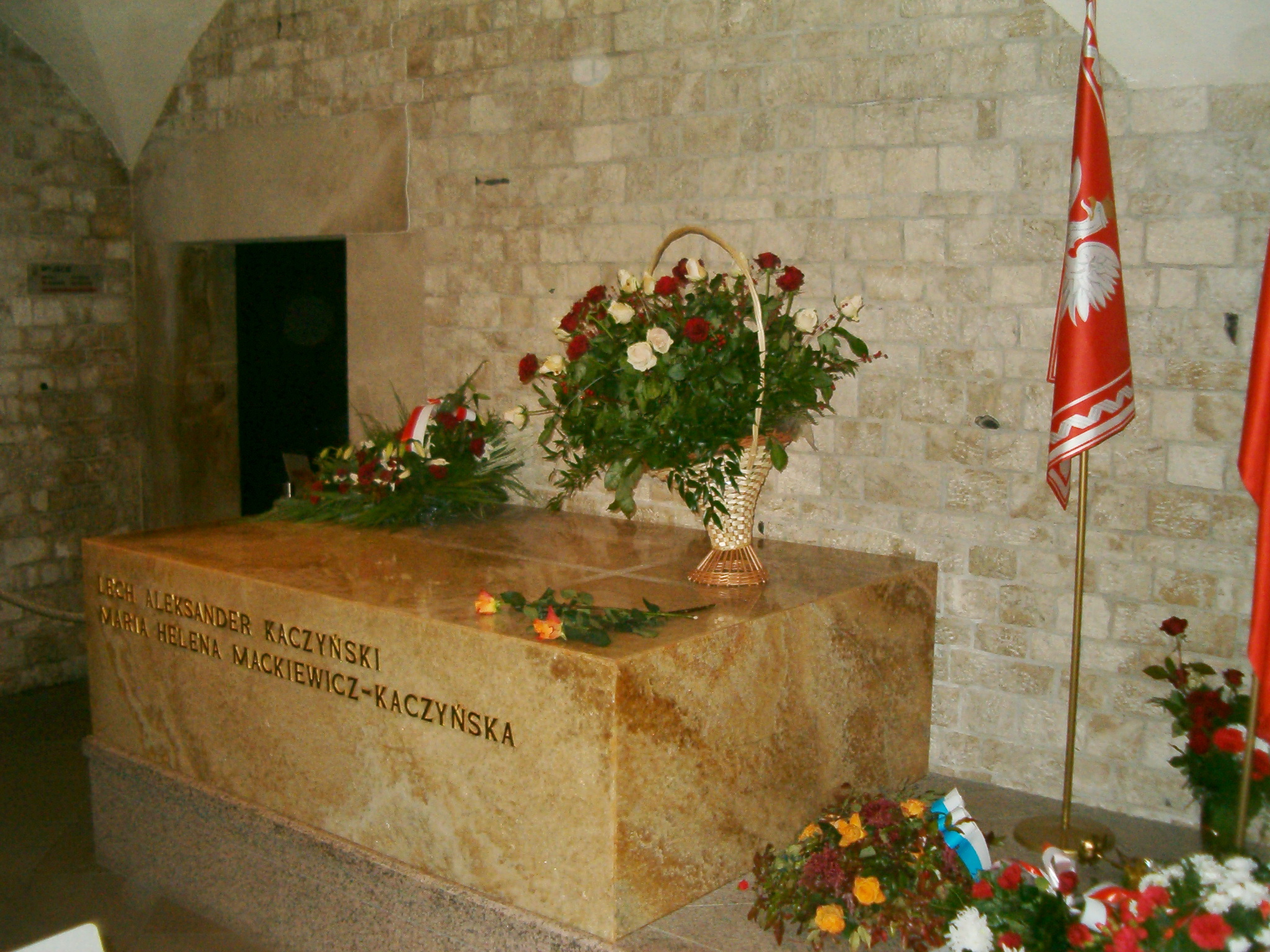
Sarkofag Prezydenta RP Lecha Kaczyńskiego i jego żony Marii

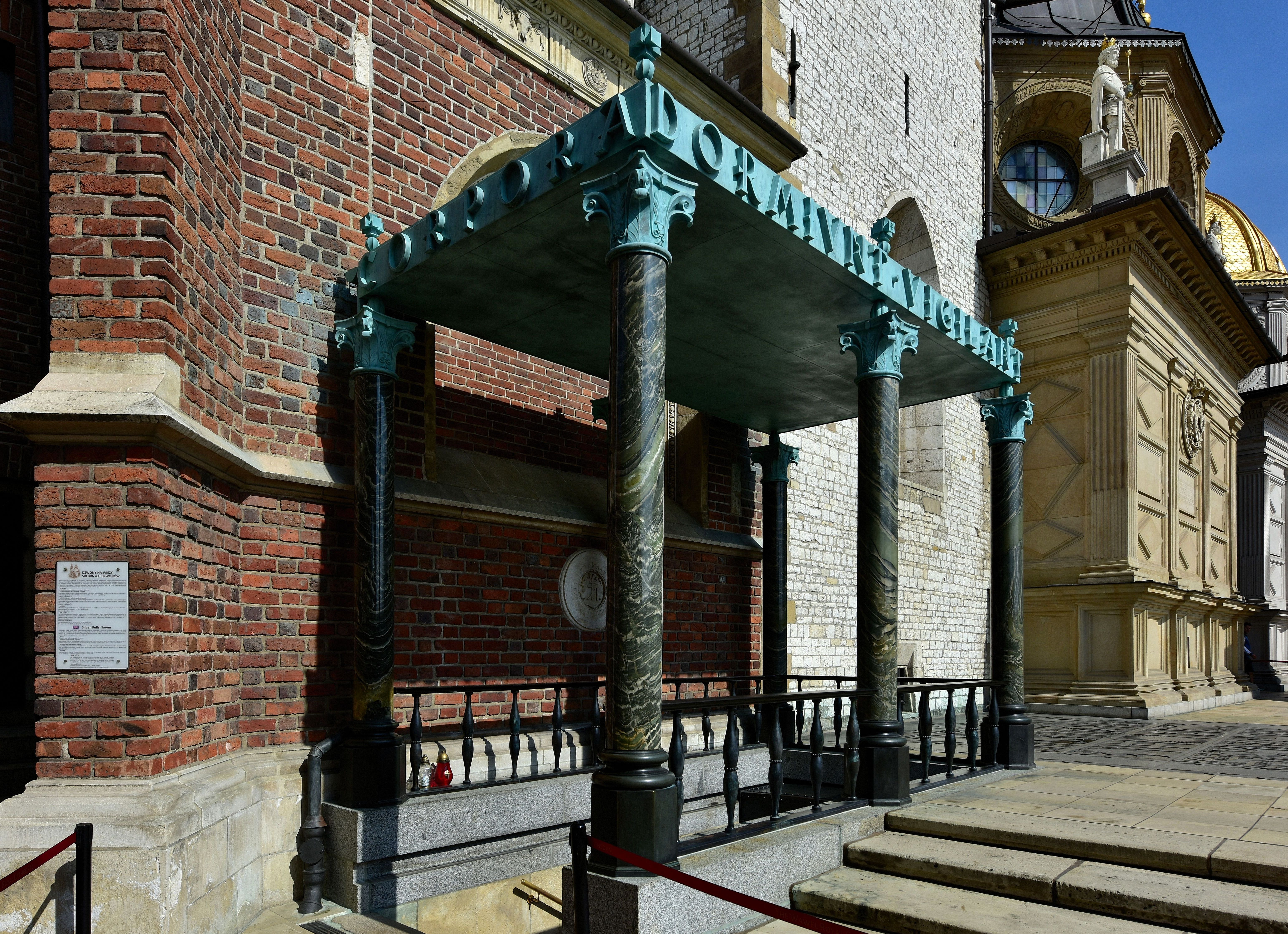
Baldachim nad wyjściem z krypt z kolumnami pochodzącymi z rozebranego prawosławnego soboru św. Aleksandra Newskiego w Warszawie

W ostatniej krypcie, zaprojektowanej przez Adolfa Szyszko-Bohusza, w romańskiej wieży spoczywa marszałek Józef Piłsudski, przeniesiony tutaj z krypty św. Leonarda, gdzie pierwotnie był pochowany. Marszałkowi zgodnie z jego wolą towarzyszy gliniana urna z ziemią z grobu matki Marii z Bilewiczów Piłsudskiej, pochowanej podobnie jak serce marszałka na wileńskiej Rossie. Na ścianach znajdują się tablice komemoratywne żołnierzy, a w narożu – popiersie naczelnika wykonane przez Konstantego Laszczkę. Kryptę zamyka ażurowa krata z herbami Polski i Litwy oraz herbem rodu Piłsudskich – Piłsudski (odmiana herbu Kościesza).
W przedsionku tej krypty, w sarkofagu po lewej stronie pochowany jest prezydent Lech Kaczyński z żoną Marią, którzy zginęli w katastrofie lotniczej w Smoleńsku 10 kwietnia 2010. 10 września 2010 w przedsionku krypty odsłonięto tablicę pamiątkową z jasnego piaskowca o wymiarach 184,3 × 127,5 cm, z nazwiskami wszystkich ofiar katastrofy i łacińską sentencją: Corpora dormiunt, vigilant animae („ciała śpią, dusze czuwają”).

## Groby niezachowane
- królewna Katarzyna (ur. 1596, zm. 1597), córka Zygmunta III i Anny Austriaczki,
- królewicz Jan Kazimierz, syn Zygmunta III i Konstancji Austriaczki,
- królewna Anna Konstancja, córka Zygmunta III i Konstancji Austriaczki.

## Wyjście z grobów
Baldachim nad wyjściem z grobów królewskich z łacińskim napisem Corpora dormiunt vigilant animae (Ciała śpią, dusze czuwają) zaprojektował Adolf Szyszko-Bohusz. Granitowy cokół, na którym spoczywa baldachim, pochodzi z pomnika Ottona von Bismarcka w Poznaniu. Kolumny pochodzą z soboru św. Aleksandra Newskiego, który znajdował się na placu Saskim w Warszawie, a kapitele i bazy kolumn odlano z austriackich dział.